# پنگبورن
پنگبورن (به انگلیسی: Pangbourne) یک روستا و محله مدنی در بریتانیا است که در بارکشر غربی واقع شده‌است. پنگبورن ۶٫۸ کیلومتر مربع مساحت و ۲٬۹۷۸ نفر جمعیت دارد.